# 榊原有佑
榊原 有佑（さかきばら ゆうすけ、1986年6月30日 - ）は、日本の映画監督。

## 概要
元理学療法士という経歴を持つ。
他に例をみない経歴からくる感性から独自の世界観を作り上げており、「感性と技術が融合した」次世代監督とされる。

## 来歴・人物
愛知県東海市生まれ。東海市立加木屋南小学校、東海市立加木屋中学校を卒業。
あいち福祉医療専門学校理学療法学科を卒業後、理学療法士として三重大学医学部附属病院にて2年間臨床を経験する。その後、UTB映像アカデミーにて映像制作を学び、制作会社に勤める。2012年より映画制作会社のand picturesに所属し、2013年に初監督を務めた短編映画『平穏な日々、奇蹟の陽』が「Short Short Film Festival & Asia 2014」のJAPAN部門にノミネートされる。
2016年にJリーグのFC東京の2015年シーズンに密着したドキュメンタリー映画『BAILE TOKYO』で初の長編映画監督を務める。
2018年の長編劇映画『栞』は北京国際映画祭に正式出品され、KINOTAYO現代日本映画祭でイデム最優秀映像賞を受賞した。2019年には短編映画『島のシーグラス』が「Short Short Film Festival & Asia 2019」で「ひかりTVアワード」を受賞した。
2019年5月19日に東海市のふるさと大使に就任する。

## 監督作品

### 長編映画
- BAILE TOKYO（2016年2月13日公開）
- 栞（2018年10月26日公開）
- その声のあなたへ（2022年9月30日公開）
- マンガ家、堀マモル（2024年8月30日公開） - 武桜子、野田麗未と共同監督
  - 2025年5月2日東海市創造の杜で初開催の舞台挨拶をした。[4]

### テレビドラマ
- 三笠のキングと、あと数人（2025年、北海道放送）